# Le meraviglie di Aladino
Le meraviglie di Aladino è un film del 1961 iniziato da Henry Levin e diretto in seguito da Mario Bava.
Il film, di genere fantastico, è tratto dal celebre racconto Aladino e la lampada meravigliosa dalla raccolta Le mille e una notte.

## Trama
Una donna di Bagdad compra una lampada per il proprio figlio Aladino, un ragazzo indolente e sognatore. Mentre torna a casa, le passa davanti il corteo del principe Moluk, in partenza verso Bassora per sposarsi, e Aladino sale sui tetti per vederne la sfilata; il giovane cade poi in casa della bella vicina Djalma, suscitando le ire del padre di lei. La sera, Aladino vorrebbe riportare la lampada al mercante per farsi restituire il denaro; passando per il mercato, ruba delle cibarie, ma viene scoperto e inseguito. Quando, rifugiatosi in 
una casupola, usa la lampada per grattarsi la schiena, dalla lampada compare un genio, che gli dice che potrà esprimere tre desideri. Il suo primo desiderio è di non buscarle da Omar, un omone grande e grosso che è tra i suoi inseguitori: il genio allora trasforma Aladino in un gigante. Omar chiede pietà e si offre di servirlo; Aladino allora gli chiede di accompagnarlo a Bassora, alle nozze del principe. Prima di rientrare in casa, Aladino passa da Djalma e gli dice che diventerà ricco e famoso.
L'indomani mattina Aladino e Omar si aggregano a una carovana in partenza per Bassora, e notano il Gran Visir, che entra in una lussuosa tenda: egli complotta per assassinare il principe e sposare Zaina, la 
fidanzata di quest'ultimo. Djalma vorrebbe partire anch'ella, ma nessuno accetta di darle un passaggio, tranne il principe, che l'accoglie nel suo seguito.
Nel palazzo di Bassora, Zaina con le sue ancelle riceve la visita del gioielliere che le porterà i monili che indosserà al matrimonio; di nascosto, un emissario del visir la ritrae per poi mostrargli l'aspetto di lei. 
Mentre attraversa il deserto, la carovana del principe viene assalita da un numero soverchiante di predoni. Per evitare di essere catturato, il principe scambia le sue vesti con una delle sue guardie gli 
fa indossare il suo anello. Intanto Aladino e Omar, che hanno lasciato la carovana in cerca d'acqua, 
vengono trovati da un gruppo di Amazzoni, che li dissetano e li rifocillano, ma li avvertono anche che uno dei due è destinato a diventare il nuovo sposo della regina per essere poi ucciso dopo la notte di 
nozze, mentre l'altro farà una fine simile. Aladino richiama il genio e desidera che egli ed Omar siano portati dove si trova il principe Moluk; si ritrova così in mezzo ai banditi, e rincontra anche Djalma.
A Bassora, il Gran Visir comunica al sultano la falsa notizia della morte di Moluk, e gli suggerisce di nominarlo suo successore dandogli in moglie la propria figlia. Quando gli viene portato quello che i banditi (da lui assoldati) pensano essere il principe, egli si rende conto dello scambio; il principe è comunque prigioniero, ma quando i predoni vanno a prenderlo, egli scappa con l'aiuto di Aladino, Omar e 
Djalma. Aladino, interrogato dal Gran Visir, nega di sapere dove il principe fosse diretto, anche sotto la
minaccia della tortura.
Moluk chiede a un fachiro, che si esibisce su un letto di chiodi vicino alle mura del palazzo reale, se è conoscenza di qualche passaggio segreto. Il fachiro lo riconosce e si offre di aiutarlo. 
Djalma, dopo le torture, assiste a un intrigo ordito dal mago al servizio del Gran Visir: sostituire il neonato ultimogenito del sultano con una bambina, per spingere suo padre a fare del visir il suo successore. Il mago e la sua complice se ne vanno attraverso un passaggio segreto, lo stesso dal quale passano poi il fachiro e il principe. Essi liberano prima Djalma, poi Aladino e Omar, che successivamente portano via il 
figlio del sultano prima che gli scherani del visir possano ucciderlo. Saputo ciò, il Gran Visir cerca di 
affrettare il più possibile le nozze, e fa portare i doni alla sposa da un automa costruito dal mago: egli 
però non sa che al pupazzo meccanico si è sostituito Aladino, che alla fine della sua esibizione chiede che siano ammessi nella sala i mendicanti e i fachiri della città perché porgano i loro doni. Viene quindi 
portata una grande cesta dalla quale esce Moluk, che smaschera il Gran Visir. Questi allora minaccia di 
far attaccare Bassora dalle sue truppe se il popolo e i cortigiani non lo riconoscerà come nuovo sultano, 
dopodiché esce dal palazzo con Djalma in ostaggio.
Aladino, che ora gode della riconoscenza del sultano, dice al genio che vorrebbe salvare Djalma e mettere le mani al collo del Gran Visir: viene allora trasportato sul campo di battaglia, dove la cavalleria del visir è partita alla carica. Il genio l'arresta creando una barriera di fuoco e una di pietra, quindi trasforma il destriero del Gran Visir in un asino perché non possa fuggire. Aladino duella col visir, ma a causa della sua inesperienza con le armi sta per avere la peggio; grazie all'intervento del 
genio riesce comunque a vincere e a salvare Djalma, con la quale poi parte su un tappeto volante, salutato da Moluk e Zaina.

## Produzione
Donald O'Connor firmò il contratto per recitare nel film come protagonista nell'ottobre 1960. L'attore disse: «La storia di Aladino è stata fatta da tutti ma questa è la prima volta che viene trattata come una commedia». Le meraviglie di Aladino fu prodotto in contemporanea con due film di Steve Reeves, Morgan il pirata e Il ladro di Bagdad, con il produttore Joseph E. Levine, lo scenografo Flavio Mogherini, il direttore della fotografia Tonino Delli Colli e gli effetti speciali di Mario Bava che lavorarono in tutti e tre i film; Levine vendette i diritti di distribuzione nel mondo alla MGM.

### Riprese
Il film fu girato in Tunisia con aggiunte in studio a Roma. Le riprese iniziarono nel dicembre 1960. Il governo tunisino era interessato ad attrarre produzioni cinematografiche estere e quindi fu disposto a fornire assistenza, incluso il reclutamento di alcuni soldati dell'esercito come comparse.
Secondo l'operatore Marcello Gatti, Henry Levin diresse l'80% circa di Le meraviglie di Aladino, mentre il contributo di Bava sul set consistette alla regia della seconda unità ed alla supervisione degli effetti speciali. Poiché Bava si occupò anche della post-produzione del film in Italia, principalmente per quanto riguarda il doppiaggio, le copie italiane e francesi del film utilizzarono nei crediti la dicitura "un film di Henry Levin, diretto da Mario Bava". Invece le copie in lingua inglese indicavano soltanto Levin come regista. Tim Lucas, nel commento audio del 2020 inserito nelle edizioni DVD e Blu-Ray del film prodotte dalla Kino Lorber, disse che l'utilizzo come location di una vera moschea per una scena, causò una violenta rivolta che ebbe come conseguenza cinque morti, seguiti dall'uccisione di una guardia dell'ambasciata statunitense. Lucas raccontò che lo stesso Bava fu minacciato con vari coltelli puntati alla gola durante la rivolta, episodio che egli ricordò sempre come uno dei momenti peggiori della sua vita.
Mentre stava girando in Tunisia a dicembre, Donald O'Connor ebbe un'emorragia alla gola e fu trasportato in ospedale.
Vittorio De Sica recita una piccola parte come genio della lampada. Fu occupato sul set per una sola settimana ma egli disse che l'esperienza era stata molto stancante a causa degli effetti speciali.
In gennaio, O'Connor, Levin e lo sceneggiatore Henry Motofsky, oltrepassarono accidentalmente il confine tra Tunisia ed Algeria a 20 miglia a sud di Tozeur mentre effettuavano dei sopralluoghi per delle scene da girare nel Sahara e furono arrestati. Furono rilasciati dopo tre ore. Le riprese terminarono nel marzo 1961.